# Orden de la Legitimidad Proscrita
La Orden de la Legitimidad Proscrita es una distinción carlista de España, instituida por el pretendiente Jaime de Borbón y Borbón-Parma en 1923, con el fin de premiar «la lealtad de beneméritos jaimistas» y atestiguar públicamente el agradecimiento del pretendiente a quienes por sus sufrimientos o servicios a la causa legitimista se hicieran dignos de ella.
Actualmente existen dos órdenes —o dos obediencias de la misma Orden— que dicen ser continuadoras de la Orden de la Legitimidad Proscrita. 

## Orden histórica

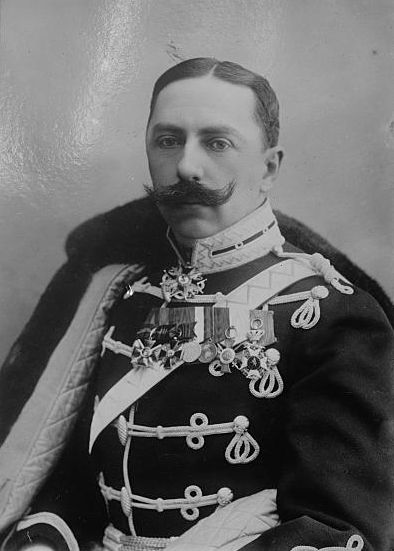
Jaime de Borbón y Borbón-Parma, llamado duque de Madrid

La Orden de la Legitimidad Proscripta fue creada el día 16 de abril de 1923 por Jaime de Borbón y Borbón-Parma. En una carta desde París el pretendiente carlista comunicó a quien entonces era su secretario político, José Selva Mergelina, marqués de Villores, que ante las noticias que le llegaban de España acerca de las persecuciones sufridas por sus seguidores, había decidido crear esta Orden en reconocimiento «a todos los que por sus sufrimientos o servicios se hagan dignos de ella».
Esta condecoración fue dada casi inmediatamente al marqués de Villores. Por Real Decreto del 8 de diciembre de 1923 sería concedida a la Juventud Jaimista de Madrid. En la misma fecha también fue premiado Julio de Urquijo. En marzo de 1924 la cruz de la Orden fue otorgada a diferentes personalidades carlistas como José Roca y Ponsa, el duque de Solferino, el marqués de Tamarit, el General Pérez Nájera, Francisco Martínez, Lorenzo Sáenz y Fernández, Víctor de Arriazu y Mendiri  IV marqués de Mendiri y conde de Abárzuza, Francisco Guerrero Vílchez y Esteban de Bilbao y Eguía. El 8 de noviembre de 1925 le fue otorgada al jefe jaimista de Gerona, Joaquín Llach. El escritor Ramón María del Valle-Inclán sería también nombrado Caballero de la Legitimidad el 22 de abril de 1931. 
Desde su creación en 1923 siempre actuaron como Grandes Maestres de la Orden los titulares dinásticos del legitimismo carlista. Así, con posterioridad al fallecimiento de Jaime de Borbón en 1931, este cargo fue desempeñado por Alfonso Carlos de Borbón y Austria-Este y Javier de Borbón-Parma.
El 9 de diciembre de 1967, en Lisboa, Javier de Borbón reunió al Capítulo General de la Orden con el fin de dinamizarla. En este acto el pretendiente carlista afirmó que «el Carlismo es más que un concepto de legitimismo. No defiende un derecho puramente histórico, sino la vigencia profunda de la autoridad legítima que sirva al bien común. Cumple unos deberes actuales, una misión plenamente actual. Si es legítimo por su origen, lo es también porque se legitima cada día por su actuación». El día anterior, en un acto celebrado en Fátima, Don Javier había otorgado el título de "duque del Quintillo" a Manuel Fal Conde (fue la única ocasión en la que este príncipe creó un título nobiliario en su condición de Jefe de la Dinastía carlista).

### Descripción
Las insignias de la Orden de la Legitimidad Proscripta consisten «en una Cruz de Covadonga colgada de una cinta con barras verticales negras y verdes; negras, color del duelo del destierro, y verdes, color de la esperanza del triunfo». La cinta «será sencilla para los caballeros, y llevará una pequeña roseta para los oficiales, y otra de mayor tamaño para los comendadores».

## Órdenes actuales

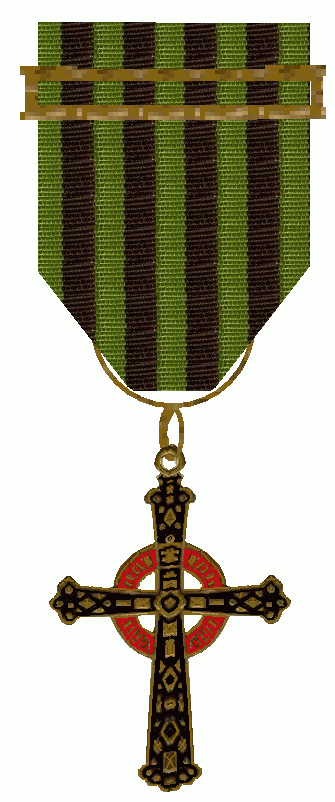
Venera de la Orden con su diseño original conservado por la rama en obediencia a Sixto Enrique de Borbón.

Cuando Carlos Hugo regresó a España, tras haber estado apartado del carlismo durante veinte años, restableció la Orden erigiéndose en Gran Maestre de la misma y le dotó de unos estatutos de los que había carecido hasta ese momento. Asimismo, modificó su denominación convirtiéndola en Real Orden de la Legitimidad Proscripta. El 13 de octubre del 2000, en Trieste, Carlos Hugo de Borbón reunió el Capítulo General de la Orden restituida, ante el cual disertó sobre el llamado Pacto Dinastía-Pueblo como principio constituyente del carlismo. En aquel acto su hijo Carlos Javier de Borbón-Parma, que fue condecorado con la Cruz de la Legitimidad, afirmó comprometerse con la continuidad histórica del carlismo.
El hermano de Carlos Hugo, Sixto Enrique de Borbón y los seguidores de éste, no reconocieron en el año 2000 a Carlos Hugo como Gran Maestre de la Orden. Actualmente la Orden se divide por tanto en dos obediencias: la liderada por Carlos Javier de Borbón-Parma, hijo de Carlos Hugo, y la que reconoce la Jefatura de la Orden en Sixto Enrique de Borbón Parma. Sixto de Borbón ha nombrado Caballeros de la Orden de la Legitimidad Proscrita a diversas personalidades defensoras del tradicionalismo, entre ellos al profesor Rafael Gambra, al que fuera presidente de Uruguay Juan María Bordaberry, al exprocurador colombiano Alejandro Ordóñez o al religioso Osvaldo Lira.